# Brouderdorff
Brouderdorff település Franciaországban, Moselle megyében. Lakosainak száma 971 fő (2022. január 1.). Brouderdorff Hartzviller, Hesse, Niderviller, Plaine-de-Walsch, Schneckenbusch és Troisfontaines községekkel határos.

## Népesség
A település népességének változása:
| Lakosok száma | 527  | 689  | 720  | 874  | 968  | 969  | 966  | 972  | 971  | 971  |
|               | 1968 | 1982 | 1990 | 2006 | 2013 | 2015 | 2017 | 2019 | 2020 | 2022 |